# Montréal (Yonne)
Montréal település Franciaországban, Yonne megyében. Lakosainak száma 166 fő (2022. január 1.). Montréal Thizy, Angely, Blacy, Talcy és Guillon-Terre-Plaine községekkel határos.

## Népesség
A település népességének változása:
| Lakosok száma | 193  | 193  | 196  | 182  | 179  | 177  | 177  | 171  | 166  |
|               | 2013 | 2015 | 2016 | 2017 | 2018 | 2019 | 2020 | 2021 | 2022 |